# Francisco Louçã

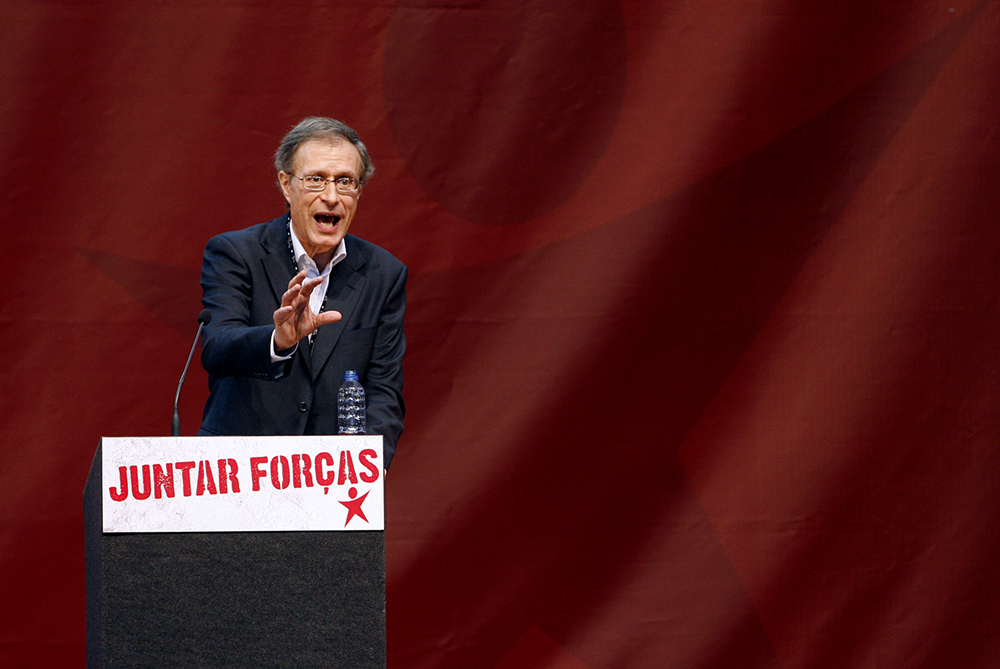
Francisco Louçã

Francisco Anacleto Louçã (* 12. November 1956, in Lissabon, Portugal) ist ein portugiesischer Wirtschaftswissenschaftler und Politiker des Bloco de Esquerda (Linksblock) sowie Mitglied des Parlaments (Assembleia da República). Er ist einer der Gründer der Partei.

## Politische Laufbahn
In den 1970er Jahren war er in der studentischen Widerstandsbewegung gegen die faschistische Diktatur (Estado Novo) in Portugal aktiv und kurzfristig inhaftiert. Im Jahre 1973 trat er der trotzkistischen Liga Comunista Internationalista (LCI) bei. Nach der Nelkenrevolution entstand im Jahr 1979 aus einem Zusammenschluss der LCI und der ebenfalls trotzkistischen Partido Revolucionário dos Trabalhadores (PRT) die Partido Socialista Revolucionário (PSR). Aus dem Zusammenschluss mit weiteren linken Parteien entstand im Jahre 1999 der Bloco de Esquerda. Im Jahre 1999 wurde er erstmals zum Abgeordneten des Parlaments gewählt. Bei den folgenden Parlamentswahlen in den Jahren 2002 und 2005 wurde er jeweils wiedergewählt. In der Diskussion um den Vertrag über eine Verfassung für Europa hat er sich gegen den vorgelegten Entwurf ausgesprochen.
Im Jahre 2006 bewarb er sich erfolglos um das Amt des Staatspräsidenten (5,3 % der Stimmen).
Louçã war Gründungsvorsitzender des Bloco und stand diesem bis zum 11. November 2012 vor. Im Jahr 2012 bewarb er sich nicht mehr für diesen Posten, seine Nachfolger sind Catarina Martins und João Semedo.

## Wissenschaftliche Laufbahn
Francisco Louçã ist Professor am Wirtschaftswissenschaftlichen Institut der Technischen Universität Lissabon (Instituto Superior de Economia e Gestão, ISEG). Er war unter anderem Gastprofessor in Deutschland, der Schweiz und den USA und ist Mitglied der American Association of Economists.
Ferner ist er als freier Autor für verschiedene Publikationen tätig.